# Broc (Zwitserland)
Broc is een gemeente en plaats in het Zwitserse kanton Fribourg, en maakt deel uit van het district Gruyère. Broc telt 2.652 inwoners.

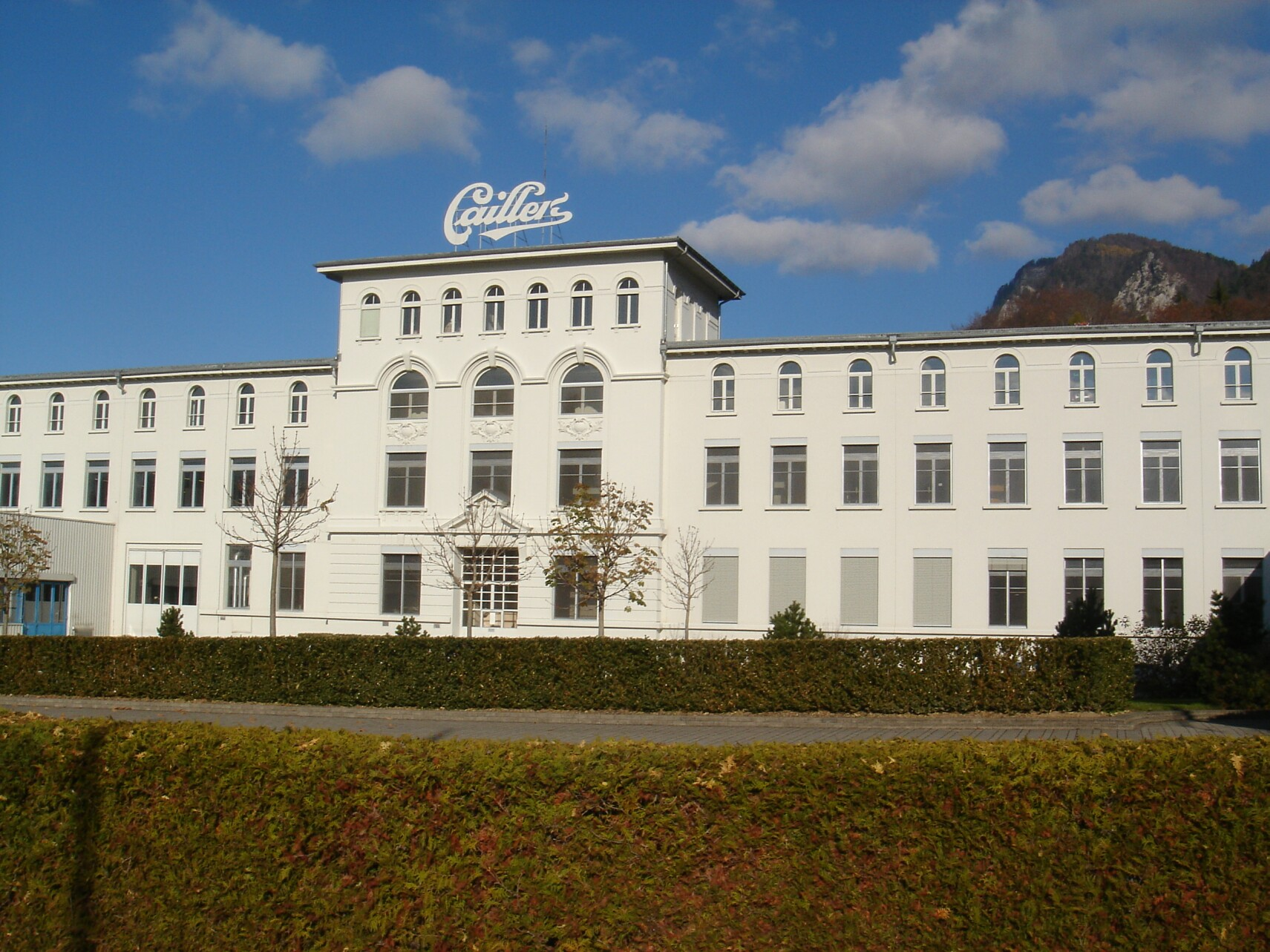
De chocoladefabriek van Broc.

Luchtfoto van Broc uit 1949, met buiten het dorp de chocoladefabriek van Broc.

In Broc bevindt zich de chocoladefabriek van Broc, een chocoladefabriek van Cailler die werd opgericht door Alexandre-François-Louis Cailler aan het einde van de 19e eeuw.

## Overleden
- Alexandre-François-Louis Cailler (1866-1936), chocolatier, bestuurder en politicus